# Nicky Barr
Andrew William Barr dit Nicky Barr, né le 10 décembre 1915 à Wellington et mort le 12 juin 2006 à Gold Coast, est un as de l'aviation et un joueur de rugby à XV évoluant au poste de talonneur et militaire australien.
Sélectionné dans l'équipe d'Australie de rugby à XV pour une tournée au Royaume-Uni, cette dernière est annulée à la suite du début de la Seconde Guerre mondiale. Engagé, il devient un as dans la Royal Australian Air Force (RAAF). Il a été crédité de douze victoires aériennes, toutes sur Curtiss P-40 Warhawk.
Il reçoit notamment le titre d'officier de l'ordre de l'Empire britannique (OBE) et est décoré de la Croix militaire et de la Distinguished Flying Cross.